# 新世紀Mr.Boo! ホイさま カミさま ホトケさま
『新世紀Mr.Boo! ホイさま カミさま ホトケさま』（原題：鬼馬狂想曲、英題：Fantasia）は、2003年製作2004年公開の香港映画。

## 概要
1970年代に大ヒットしたマイケル・ホイ主演のナンセンス・コメディ（実際は風刺だが）『Mr.Boo!ミスター・ブー（半斤八両）』をラウ・チンワン（劉青雲）主演でリメイクした映画だが、単なるリメイクでなく、ホイ3兄弟の出演した一連の映画に加え、70年代の香港映画に対するパロディとオマージュを奉げた怪作で、もちろん既製の映画のパロディネタも満載である。
劉はかつての主演であるマイケルを思わせる姿で演じており、古天楽はサミュエル・ホイを、陳小春はリッキー・ホイが演じた役をそのまま演じている。
マイケル自身も、魔法学校の校長役でカメオ出演している。ラウ・チンワンとの共演部分はアドリブでの撮影であり、物真似合戦の後にマイケルから「似ている」と言われ、メイキング映像で一瞬喜ぶ劉の姿が見られる。
また、セシリア・チャン演じる魔法使いの女の子は、1970年代に香港で人気のあったコメディシリーズの主人公である「林亞珍」（ジョセフィン・シャオ（蕭芳芳）が演じた）のキャラクターそのままであり、ツインズが演じる2人も、同じく70年代に香港で活躍したアイドルユニット「筷子姊妹花」を真似たものである。その他にも、往時の香港コメディ映画や、1969年の時代設定からアポロ11号の月面着陸など、数多くの時代的要素を取り入れており、古き良き時代の香港や芸能界へのオマージュにもなっている。
なお日本語吹き替え版では、広川太一郎がチンワンとマイケルの二役で新旧のBOOを吹き替えている。

## あらすじ
1969年の香港、仕事の依頼が無く、いつも暇を持て余している「701私家探偵社」の所長マイケル（チンワン）は、部下で熱狂的なブルース・リーオタクのサム（ルイス・クー）、首コルセットを嵌めている（リッキーでいうところのチョンボ）フグ（小春）の2名とともに、久々の仕事として骨董屋の警備の仕事をするが、いつも部下をこき使うマイケルは、警備中2人に食事を与えず、内輪もめの挙句に泥棒に入られてしまい、骨董品がめちゃくちゃになってしまう。
破損した骨董品を修理するために持ち帰ったマイケルらは、ガラクタの中のランプを投げ捨ててしまうが、投げ捨てたランプからアクビちゃんならぬハミー・ポッポー（セシリア）という魔法使いの女の子(？)が出てきて3人は仰天する。が、彼女は3つの願いを叶えないと魔法学校を卒業できないという落ちこぼれで・・・

## スタッフ
- 監督・脚本・製作：ワイ・カーファイ（韋家輝）
- 出品：チャールズ・ヒョン（向華強）
- 脚本：オー・キンイー（欧健児）
- 動作設計：ユン・ブン（元彬）
- 音楽：テディ・ロビン（泰廸羅賓）
- 主題歌：ロナルド・チェン （鄭中基）※「天才與白痴」（1975年）
- カヴァー元：サミュエル・ホイ（許冠傑）

※「天才與白痴」のカヴァーは一部サミュエル版と歌詞を変えている個所がある。

## キャスト/吹き替え
| 役名                                  | 俳優                           | DVD版        |
| ------------------------------------- | ------------------------------ | ------------ |
| 社長                                  | ラウ・チンワン（劉青雲）       | 広川太一郎   |
| サム（傑）                            | ルイス・クー （古天楽）        | 桐本琢也     |
| フグ（鶏泡）                          | ジョーダン・チャン（陳小春）   | うえだゆうじ |
| ハミー・ポッポー（哈米波波）          | セシリア・チャン（張栢芝）     | 雨蘭咲木子   |
| キン（奸人堅） / 強盗団ボス           | フランシス・ン（呉鎮宇）       | 菅生隆之     |
| お箸ツインズ1（筷子姉妹花）           | シャーリーン・チョイ（蔡卓妍） | 原島梢       |
| お箸ツインズ2（筷子姉妹花）           | ジリアン・チョン（鍾欣桐）     | 菅裕美       |
| ジェーン・ラム（林亞珍） / フグの従妹 | クリスティ・チョン（鐘麗緹）   | 勝生真沙子   |
|                                       |                                |              |
| 特別出演                              |                                |              |
| 魔法学校校長                          | マイケル・ホイ（許冠文）       | 広川太一郎   |
| バグ(人間体)                          | アンディ・ラウ（劉徳華）       |              |

- 吹き替え版その他声の出演：丸山壮史、青木強、近藤広務、瀬尾恵子、御園行洋、山端零、後藤拓
- 演出：中村光宏、翻訳：高師たまみ、調整：加藤剛（AMGスタジオ）、制作：フォアクロス